# Диксон, Уильям (изобретатель)
Уильям Кеннеди Диксон (англ. William Kennedy Dickson; 1860—1935) — американский изобретатель шотландского происхождения, создавший совместно с Томасом Эдисоном одну из первых кинематографических технологий.

## Биография
Уильям Диксон родился в коммуне Ле-Миниик-сюр-Ранс (Бретань, Франция), в семье эмигрантов из Англии. Мать: Элизабет Кеннеди Лоури (1823—1879). Отец: Джеймс Вайт Диксон — шотландский художник, астроном и лингвист.
После смерти отца семья Диксонов приняла решение переехать в Великобританию.
Диксон увлекался наукой и механикой и надеялся работать в лаборатории известного американского изобретателя Томаса Эдисона. Когда семья переехала в США, Уильям Диксон получил желаемую работу в компании Эдисона. С 1887 года руководил лабораторией «живых фотографий» в Вест-Оранже. В 1889—1892 годы установил вместе с Эдисоном стандарт перфорации современного фильма.
Занимался разработкой фонографа, но также интересовался «движущимися картинками». Некоторые из его идей были реализованы, например, 35 мм стандарт для киноплёнки, состав эмульсии для плёнки и др.
Известен также как изобретатель мутоскопа (устройство, напоминающее барабан, внутри которого устанавливался диск с фотографиями; при вращении диска фотографии «оживали»). В 1893 году Диксон доработал своё изобретение и ушёл от Эдисона, чтобы начать собственное дело. Один из основателей компании по производству фильмов «Мутоскоп и Байограф». В 1899—1900 годы снимал в Трансваале документальные сцены англо-бурской войны.
Умер 28 сентября 1935 года в Великобритании, в возрасте 75 лет.

## Фильмы
- Боксирующие мужчины
- Бой Леонарда против Кушинга
- Пляска духа племени сиу
- The Boxing Cats (Prof. Welton’s)
- Приветствие Диксона